# 4641 Ayako
4641 Ayako este un asteroid din centura principală, descoperit pe 30 august 1990, de Kin Endate și Kazurō Watanabe.